# Бланки, Жером-Адольф
Жеро́м-Адольф Бланки́ (фр. Jérôme-Adolphe Blanqui; 20 ноября 1798, Ницца, Сардинское королевство, — 28 января 1854, Париж, Франция) — французский политэконом, сын члена Национального конвента Жана Доминика Бланки, брат социалиста Луи Огюста Бланки.

## Биография
Жером-Адольф Бланки родился 20 ноября 1798 года в Ницце, посещал местный лицей и изучал в Париже сначала филологию, затем политическую экономию. В 1826 году он был по рекомендации известного экономиста Жана Батиста Сэя приглашён учителем Парижского коммерческого училища, а в 1830 году стал его директором, причём много сделал для процветания школы.
В 1833 году Бланки был назначен профессором парижской консерватории искусств и ремёсел, a в 1838 году выбран членом Академии моральных и политических наук. Был командирован академией на Корсику, а в 1839 году — в Алжир для изучения нужд населения. В 1841 году Бланки был командирован французским правительством в Западную Болгарию для изучения ситуации, сложившейся после подавления турецкими властями восстаний болгар в Нише и Пироте. Опубликовал книгу «Voyage en Bulgarie pendant l’année 1841» («Путешествие по Болгарии в 1841 году»), содержащую множество ценных наблюдений.
Итогам его путешествий посвящено также сочинение «Considération sur l'état social des populations de la Turquie d’Europe» (Париж, 1843) и ряд других. Бланки умер 28 января 1854 г. в Париже.

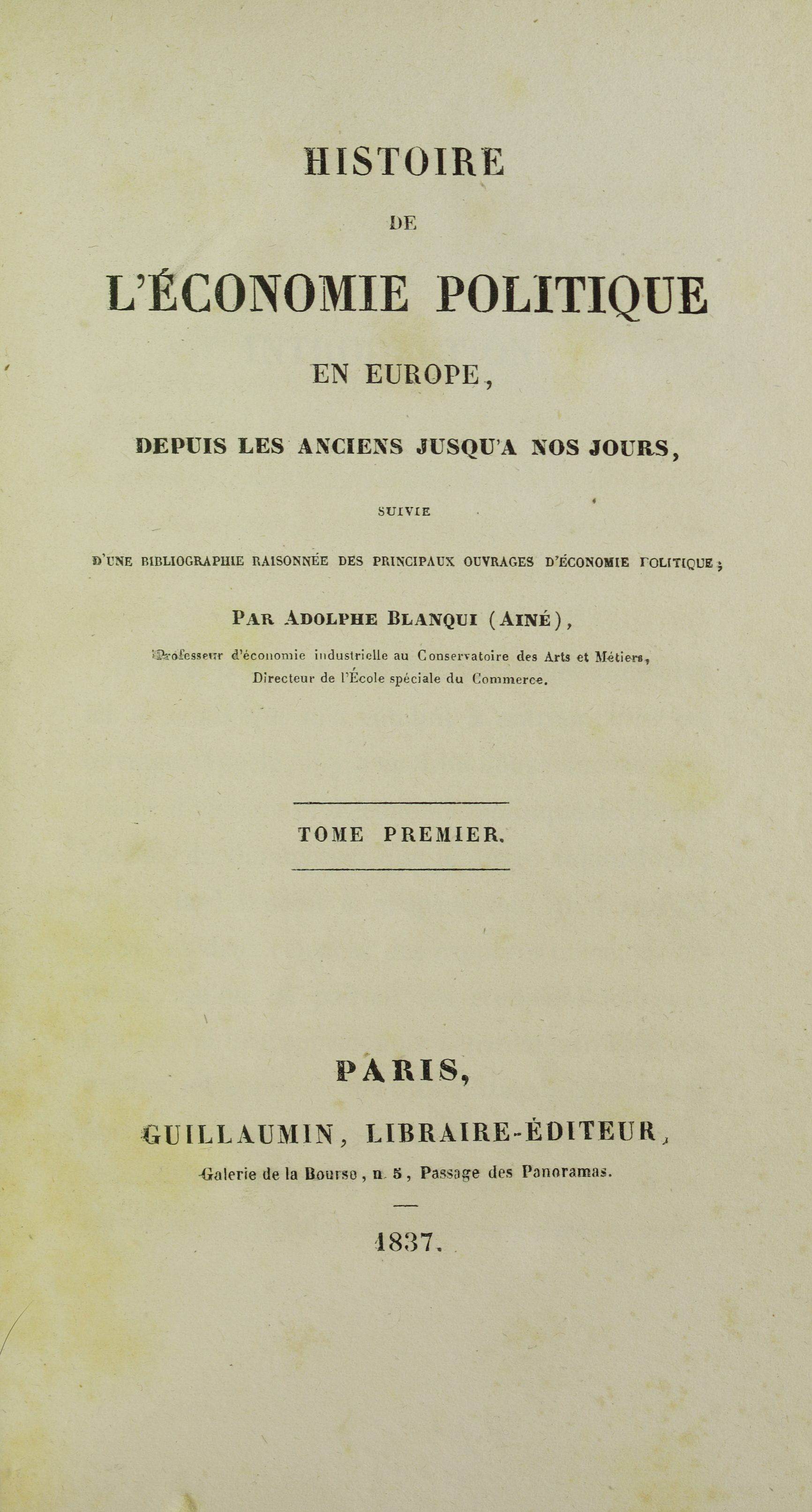
Histoire de l'économie politique en Europe, 1837

## Взгляды и научные труды
В целом Бланки принадлежал к школе Сэя, но не во всем разделял взгляды последнего, чему может послужить доказательством его сотрудничество в «Producteur», органе сенсимонистов, и его интерес к социально-политическим вопросам эпохи, который он проявил в предложенном им академии отчёте о положении рабочих во Франции «Des classes ouvrières en France pendant l’année 1848» (Париж, 1849).

## Сочинения
Его капитальный труд «Histoire de l' économie politique en Europe, depuis les anciens jusqu'à nos jours» (2 т. Пар., 1837-38, 4 изд., 1860; нем., 2 тома, Карльср., 1840-41; русск. пер. П. А. Бибикова, 2 т., СПб., 1869). На русский язык переведен также его «Precis élementaire d'é conomie politique» («Руководство к политической экономии», СПб., 1838 г. Порошина).
- Бланки Ж. История политической экономии в Европе с древнейших времён до настоящего времени. В 2-х т. — М., 2012.